# Даньшина
Даньшина — деревня в Кудымкарском районе Пермского края. Входит в состав Егвинского сельского поселения. Располагается северо-восточнее от города Кудымкара. Расстояние до районного центра составляет 19 км. По данным Всероссийской переписи населения 2010 года, в деревне проживало 11 человек (8 мужчин и 3 женщины).

## История
По данным на 1 июля 1963 года, в деревне проживало 116 человек. Населённый пункт входил в состав Егвинского сельсовета.